# ブリット・ペテルセン
ブリット・ペテルセン（Britt Pettersen Tofte、1961年11月24日 - ）は、ノルウェー、オップラン県リレハンメル出身の元クロスカントリースキー選手。 1980年代に国際大会で活躍した。 

## プロフィール
1980年レークプラシッドオリンピックではリレーで銅メダルを獲得した。 1982年ノルディックスキー世界選手権ではリレーで金メダル、5kmで銅メダルを獲得し、同年のクロスカントリースキー・ワールドカップでは総合2位となった。
1984年サラエボオリンピックではリレーで金、10kmで銅と2個のメダルを獲得した。 1985年ノルディックスキー世界選手権20km銀、1987年ノルディックスキー世界選手権10km銅メダル。
ホルメンコーレンスキー大会では1983年と1987年に20km優勝、1986年にはホルメンコーレン・メダルを受章した。
クロスカントリースキー・ワールドカップ通算10勝、総合2位2回（1981-82、1982-83）、総合3位2回（1984-85、1985-86）。
1986年の陸上競技ノルウェー選手権クロスカントリー競走10kmで2位。